# NeDi
NeDi là một công cụ phần mềm mã nguồn mở dùng để phát hiện ra, vẽ lên sơ đồ, kiểm kê các thiết bị mạng và truy tầm các nút đầu cuối kết nối với chúng. Nó có rất nhiều tính năng trong một giao diện người dùng giúp cho việc quản lý mạng doanh nghiệp được dễ dàng. Ví dụ: địa chỉ MAC Sắp xếp / Truy tầm, vẽ đồ thị lưu thông & lỗi, giám sát thời gian hoạt động, tương quan syslog & các thông điệp bẫy thu thập được với thông báo tùy biến, vẽ sơ đồ mạng, tính năng báo cáo phong phú: chẳng hạn như phần mềm thiết bị, sử dụng PoE, giao diện hỏng, các lỗi liên kết, chuyển đổi sử dụng và nhiều hơn nữa. Đó là kiến trúc mô-đun cho phép tích hợp dễ dàng với các công cụ khác. Do sự linh động của NeDi các máy in cũng có thể giám sát được...

## Chức năng
- Phát hiện, quản lý và giám sát các thiết bị mạng
- Phân tích lưu thông dựa trên Netflow & sFlow
- Quản lý kiểm kê & chu kỳ IT
- Hình ảnh hóa tô pô mạng
- Truy tầm máy tính
- Kiểm tra an ninh
- Quản lý VM, DC
- Quản lý máy in
- Sao lưu Configs
- Các bản tường thuật IT

## Lịch sử
Được phát triển từ năm 2001 tại Viện Paul Scherrer bởi Remo Rickli. Nó được phát hành ra công chúng theo GPL2 vào năm 2003. Trong thập kỷ tiếp theo, NeDi đã trở thành một bộ quản lý mạng hợp túi tiền với sự giúp đỡ của cộng đồng và các đối tác.
Vào năm 2014, Remo Rickli thành lập NeDi Consulting, hỗ trợ và phát triển thương mại chung quanh NeDi. Kể từ đó một bản cập nhật lớn được phát hành hàng năm (ví dụ bản 1.5 trong năm 2015).

## Chú thích

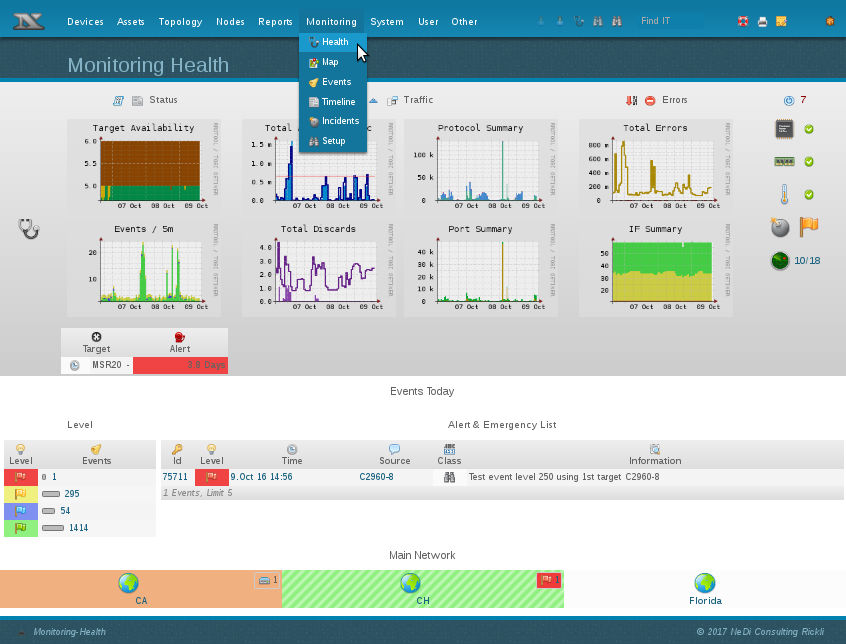
Hoạt động mạng tổng quát